# Saint-Pé-Saint-Simon
 Saint-Pé-Saint-Simon  là một xã của tỉnh Lot-et-Garonne, thuộc vùng Nouvelle-Aquitaine, tây nam nước Pháp.